# Senufowie
Senufowie (Senufo, Senoufo) – grupa etniczna w Afryce Zachodniej, zamieszkująca tereny południowego Mali, zachodniej Burkina Faso i północnego Wybrzeża Kości Słoniowej. Ich liczebność szacowana jest na blisko 4,5 mln osób. Charakterystycznym budownictwem Senufów są chaty z surowej cegły ze słomianymi dachami. Ich tradycyjną stolicą jest miasto Korhogo, obecnie w Wybrzeżu Kości Słoniowej, założone w XIII wieku. Posługują się językami senufo z podgrupy języków gur.
W skład Senufo wchodzą różne grupy, głównie są to: Senufo Południowi (Wybrzeże Kości Słoniowej), Mamara (Mali), Suppire, Tagwana (Wybrzeże Kości Słoniowej), Syenara (Mali), Shempire, Djimini (Wybrzeże Kości Słoniowej), Nanerige (Burkina Faso) i Niangolo (Burkina Faso).